# Druso Júlio César
Druso Júlio César (em latim: Drusus Julius Caesar; 7 de outubro de 13 a.C. – 14 de setembro de 23) era filho do imperador romano Tibério e seu herdeiro depois da morte de seu irmão adotivo Germânico em 19. Nascido em Roma num proeminente ramo da gente Cláudia e membro da dinastia júlio-claudiana, Druso era filho do imperador com Vipsânia Agripina e seu nome de nascimento era Nero Cláudio Druso (em latim: Nero Claudius Drusus), uma homenagem ao seu tio paterno Druso, o Velho. Em 4, assumiu o nome "Júlio" e o cognome "César" depois da adoção de seu pai na gente Júlia por Augusto.
Seu primeiro cargo político foi o de questor em 10 e, a partir daí, sua carreira espelhou a de Germânico, assumindo todos os cargos que ele assumiu conforme ia atingindo a mesma idade. Seguindo o modelo de Augusto, pretendia-se que os dois governariam juntos. Ambos eram populares e muitas dedicações em nome dos dois foram encontradas por toda a Itália. Dião Cássio chamou-o de "Castor" em "História Romana", comparando os dois aos famosos irmãos da mitologia romana Castor e Pólux.
Druso morreu repentinamente em 14 de setembro de 23, aparentemente de causas naturais. Historiadores antigos, como Tácito e Suetônio, alegam que ele teria sido assassinado em meio a uma disputa com o poderoso Sejano, prefeito pretoriano de Roma. No relato deles, Sejano teria seduzido Lívila, esposa de Druso, e, com a ajuda de um médico, ela teria envenenado Druso. Apesar destes rumores, Tibério não suspeitou de Sejano e os dois permaneceram amigos até a queda de Sejano em 31.

## Primeiros anos e família
Druso nasceu em 7 de outubro de 13 a.C. em Roma com o nome de Nero Cláudio Druso e é geralmente referenciado pelos historiadores antigos como Druso II, Druso, o Jovem e Druso Menor (em latim: Drusus Minor) para distingui-lo de seu tio paterno, Nero Cláudio Druso, conhecido como Druso, o Velho, irmão mais novo de Tibério e em cuja homenagem foi batizado. Druso era neto pelo lado da mãe de Marco Vipsânio Agripa, o braço-direito de Augusto, e de sua primeira esposa, Cecília Ática.
Como membro da dinastia júlio-claudiana, Druso era parente próximo de todos os cinco imperadores júlio-claudianos. Seu pai era imperador e seu avô adotivo foi o fundador do Império Romano, Augusto. Pelo lado de sua mãe, era primo de Calígula; pelo lado do pai, primo de Cláudio e primo de segundo grau de Nero.
Antes de Tibério, os herdeiros de Augusto eram os filhos de Agripa, Caio César e Lúcio César, que ele adotou e nomeou herdeiros. Eles avançaram em suas carreiras políticas na mesma velocidade e o plano era que governassem juntos. Porém, os dois morreram jovens num espaço de dezoito meses, o que forçou Augusto a planejar uma nova linha sucessória. Em 4, ele adotou Tibério na condição de que ele adotasse Germânico e o nomeasse seu herdeiro. Como os filhos de Agripa, a intenção de Augusto era que Germânico e Druso governassem juntos depois de Tibério.
No mesmo ano, Druso casou-se com sua prima Lívila, filha de Druso, o Velho, aproximando-o ainda mais dos julianos. Tácito afirma que ela era pouco atraente quando criança, mas se tornou uma bela mulher. A filha dos dois, Júlia, nasceu não muito depois do casamento. Além dela, os dois tiveram dois filhos, Tibério Gêmelo e seu irmão gêmeo, Tibério Cláudio César Germânico II Gêmelo, morto ainda bebê, em 19, um evento comemorado em moedas da época.
Assim como aconteceu com os filhos de Agripa, Druso tinha quase a mesma idade que Germânico e os dois seguiram carreiras paralelas. Os dois ocuparam os mesmos cargos nas mesmas idades e progrediram pelo cursus honorum na mesma velocidade. Ambos foram questores com a mesma idade, ambos foram isentados do pretorado, os dois assumiram o primeiro e o segundo consulado com a mesma idade e receberam o imperium maius proconsular quando foram enviados para governar a Germânia e Ilírico respectivamente.

## Carreira

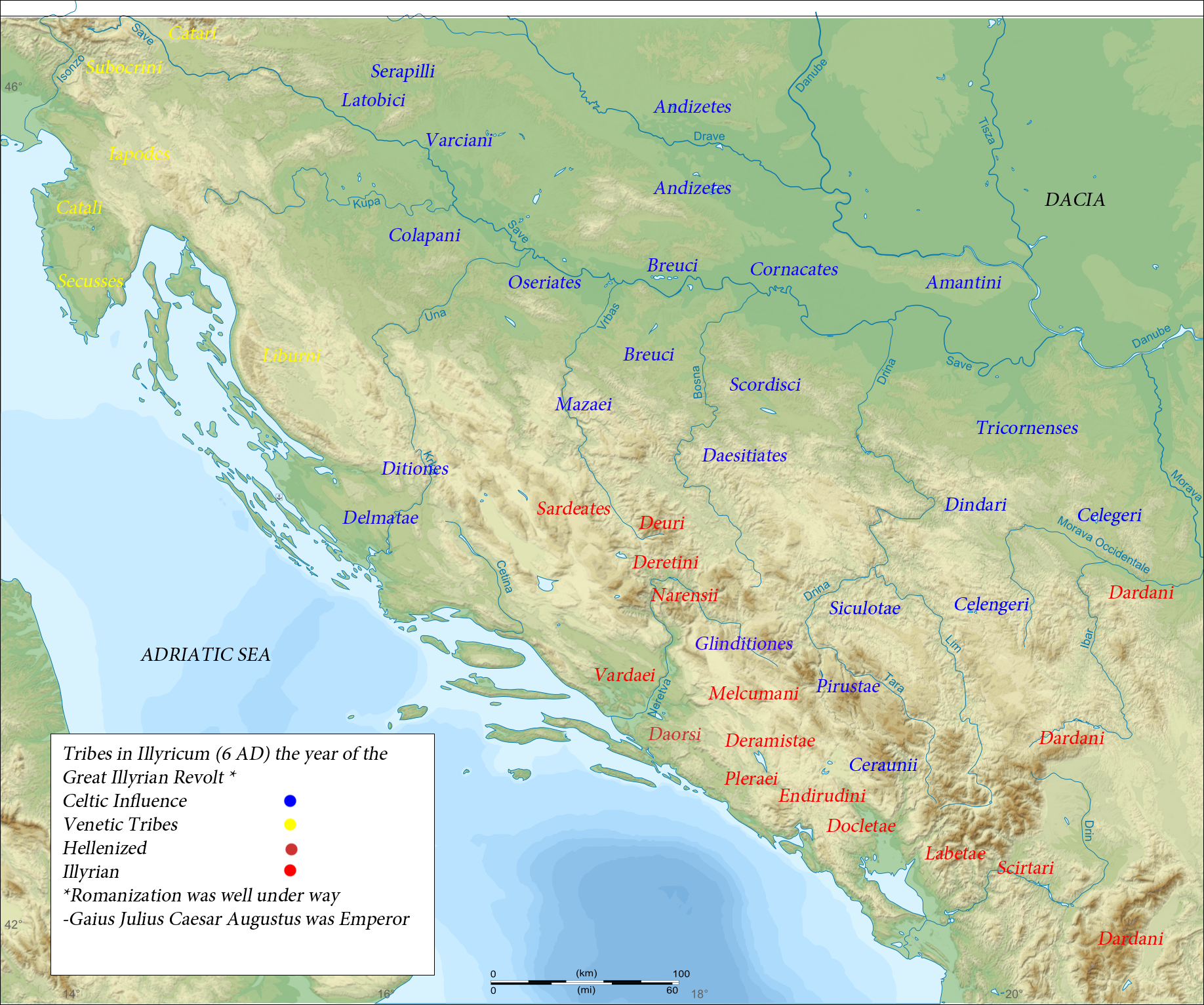
Mapa de Ilírico, onde Druso serviu no início de sua carreira

O primeiro cargo de Druso foi de questor em 10. Hábil nas questões políticas, Druso tornou-se membro permanente de um comitê senatorial criado por Augusto em 13 para propor a pauta diária do Senado. No ano seguinte, Augusto morreu e, em sua homenagem, Druso leu uma eulogia em seu funeral. No mês seguinte, em 17 de setembro, o Senado se reuniu para confirmar seu pai como princeps. Entre seus primeiros atos como imperador, Tibério criou o colégio dos sodais augustais para ministrar o culto de Augusto e Druso se tornou membro. Este não foi o seu primeiro cargo sacerdotal, pois Druso já havia sido nomeado pontífice em 7 ou 8. Em 14 de maio de 14, Druso também se tornou um dos irmãos arvais.
Druso teve pouco tempo para lamentar a morte de seu avô ou para celebrar a ascendência de seu pai, pois as legiões do Reno e da Ilíria se amotinaram. Os legionários reclamavam não terem recebido os bônus prometidos a eles por Augusto e se revoltaram quando perceberam que nenhuma resposta viria de Tibério. Em 17 ou 18 de setembro, Druso foi enviado à frente de tropas leais para a Ilíria e uma delegação foi enviada para conferir o imperium maius proconsular a Germânico, que tratou da questão no Reno. Druso não precisava disto por que já era cônsul designado.

### Revolta na Panônia
As três legiões da Panônia — VIII Augusta, XIX Hispana e XV Apollinaris — estavam sob o comando de Quinto Júnio Bleso, que permitiu que seus homens deixassem de lado suas obrigações militares para que pudessem lamentar a morte de Augusto. Porém, a disciplina militar rapidamente ruiu e os legionários deixaram de obedecer ordens como resultado. A partir daí, os soldados amotinados passaram a descontar sua frustração em seus oficiais, incluindo Bleso e um centurião chamado Aufidieno Rufo. Druso, à frente de duas coortes pretorianas, chegou ao acampamento das legiões panônias em Emona em 26 de setembro acompanhado de Sejano.
Os soldados foram ter com ele imediatamente e permitiram que ele chegasse até as barreiras de terra antes do acampamento. Eles estavam impacientes, mas, nas palavras de Tácito:
| “ | [..] finalmente, em um intervalo no burburinho, Druso leu uma carta de seu pai na qual ele afirmou claramente que tomaria um cuidado especial com as bravas legiões que haviam suportado diversas campanhas; que, assim que sua mente se recuperasse do luto, ele levaria as demandas deles aos senadores; que, enquanto isso, ele havia enviado seu próprio filho para conceder, sem hesitação, o que podia ser imediatamente concedido e que o resto precisaria ser reservado ao Senado, que deveria ter voz demonstrando ou seu favorecimento ou severidade. | ” |
|   | — Tácito. |   |

As demandas das tropas eram: dispensa do serviço militar depois de apenas dezesseis anos (e não mais vinte), uma recompensa pelo tempo servido, um aumento do pagamento para um denário por dia e que os veteranos não pudessem ser detidos por um ordinário. Porém, as negociações desandaram e os soldados começaram a atirar pedras nos membros da corte de Druso. Na manhã seguinte, uma eclipse lunar antes do amanhecer convenceu os revoltosos que seu motim estava amaldiçoado e a ordem foi restaurada ao raiar do dia. Druso recebeu permissão de Bleso para entrar no acampamento antes de uma reunião das tropas durante a qual Druso elogiou o comportamento comedido dos soldados e prometeu escrever para seu pai enderençando suas demandas. Se esta carta foi despachada em 28 de setembro, ela provavelmente chegou em Roma entre 3 e 4 de outubro.
Tendo reconquistado o controle dos soldados, o passo seguinte de Druso, segundo Tácito, foi executar os líderes do motim. Ele enviou um grupo de busca e apreensão para procurar e matar todos os que se escondiam na floresta vizinha e não participaram da reunião. Depois disto, Druso voltou para Roma.

### Primeiro consulado e governo de Ilírico
Em 15, Druso assumiu o consulado juntamente com Caio Norbano Flaco. Foi neste ano que Druso patrocinou jogos gladiatoriais em seu nome e no nome de Germânico e durante os quais ele se divertiu tanto que chegou a incomodar outros nobres presentes. Segundo os relatos, Druso foi um bom cônsul, mas era propenso à violência e recebeu o apelido de "Castor" depois brigar com um equestre. Houve também um incidente num teatro entre os pretorianos e os atores ("claqueurs") no qual Druso teria supostamente assumido o lado dos atores e impedido que os pretorianos punissem o mais desordeiros. Em "Anais" (1.77), Tácito afirma que o comportamento dos atores e da multidão foi depois tratado pelo Senado, que aprovou medidas que permitiram que os pretores punissem espectadores considerados perigosos. Foram tantos os excessos de Druso que Tibério decidiu nomeá-lo governador de Ilírico no ano seguinte, especialmente para que ele ganhasse experiência administrativa e aumentasse sua popularidade entre as legiões — mas também para mantê-lo distante das indulgências da vida em Roma.
Druso seguiu para Ilírico com imperium maius proconsular, o que lhe garantia poder sobre os governadores provinciais e comandantes militares da região, e lá permaneceu até 20. Como Germânico havia deixado a região do Reno em 16, as tribos germânicas que antes haviam lutado juntas contra os romanos se voltaram umas contra as outras. As duas maiores forças na região, os marcomanos do rei Marobóduo e os queruscos liderados por Armínio, se enfrentaram e, depois de uma batalha inconclusiva, Marobóduo se retirou para o coração de seu reino nas florestas da Boêmia. Antes disto, duas tribos, os sêmnones e os langobardos, desertaram para o lado de Armínio.

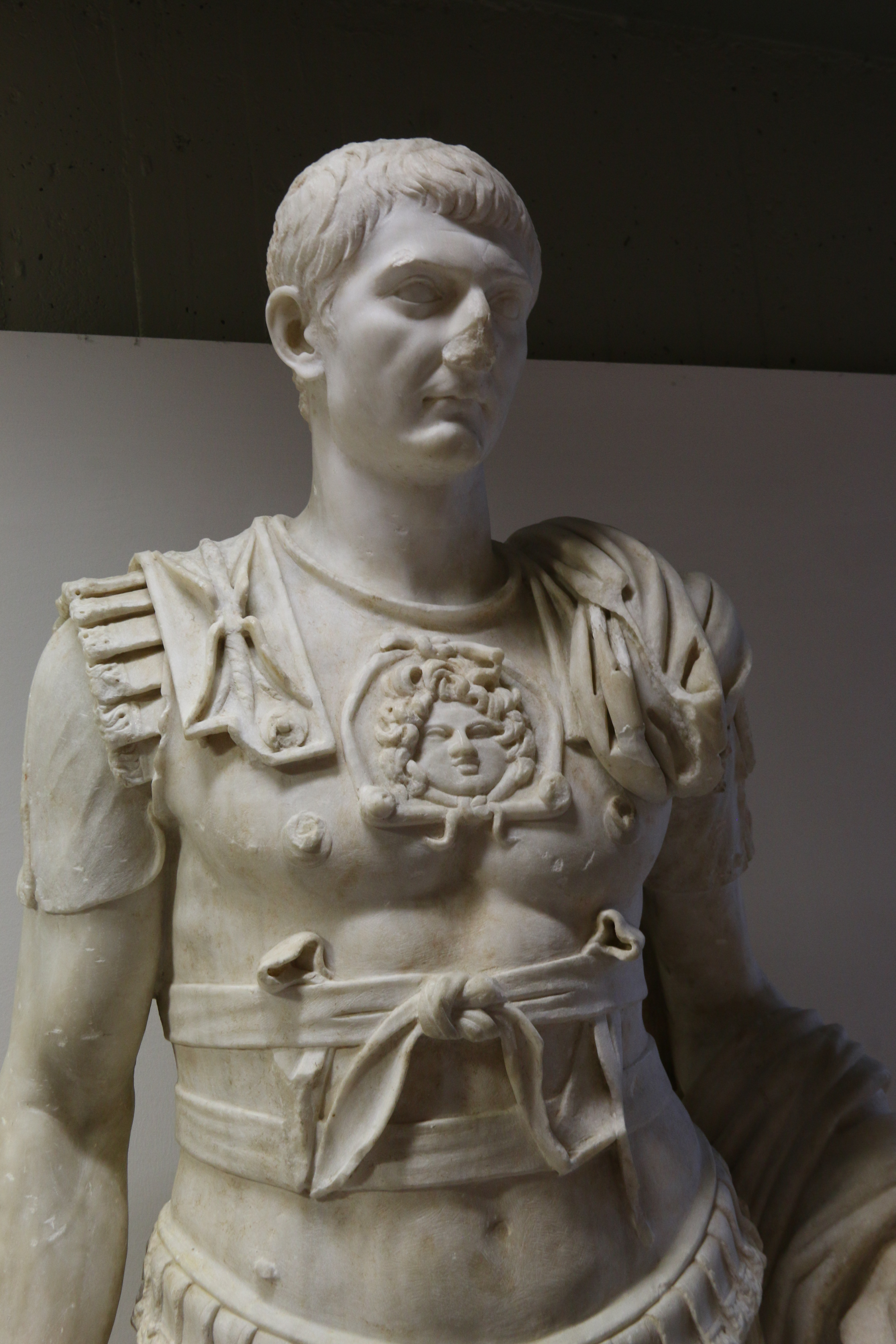
Estátua de Druso em Cagliari

Percebendo sua situação, Marobóduo pediu ajuda aos romanos. Dois anos antes, os marcomanos haviam se recusado a ajudar os romanos contra as forças de Armínio e, por isto, Tibério preferiu não enviar ajuda. Ao invés disto, ele enviou Druso para avançar os interesses romanos na região às custas dos marcomanos, que ele sabia estarem vulneráveis. No verão de 18, Druso soube de um antigo prisioneiro de Marobóduo, Catualda, que Marobóduo estava enfraquecido e que era um bom momento de atacar. Com base nesta informação, Druso liderou uma poderosa força que invadiu o território marcomano e atacou sua fortaleza real. Marobóduo fugiu, mas acabou forçado a buscar asilo em Roma, que Tibério concedeu. Posteriormente, Catualda perdeu uma batalha contra os hermúnduros e também recebeu asilo. O Senado Romano decretou que Druso receberia uma ovação por seu sucesso, o que aconteceu quando ele voltou a Roma em 28 de maio de 20.

### Herdeiro de Tibério
Enquanto Druso estava em Ilírico, seu irmão adotivo Germânico morreu na Síria, enfermo ou envenenado, em 10 de outubro de 19. A morte dele tornou Druso o herdeiro aparente, o que fez com que a esposa de Germânico, Agripina, suspeitasse de assassinato: ela acreditava que Tibério havia conspirado para matá-lo para permitir que Druso se tornasse herdeiro. A historiadora Barbara Levick afirma que esta tese é improvável, especialmente depois do impulso na carreira recebido pelo filho dela, Nero (não confundir com o futuro imperador), no ano seguinte.
Também em 10 de outubro de 19, Lívila deu à luz os gêmeos do casal, Tibério Gêmelo e Germânico, que Druso batizou em homenagem ao seu falecido irmão adotivo. O nascimento dos dois foi celebrado por Druso, que afirmou que nunca antes na história de Roma gêmeos haviam nascido filhos de um homem de status tão alto quando o seu e o evento foi comemorado em moedas. Tibério esperava que Druso manteria a família imperial junta e o encarregou da guarda dos filhos de Germânico, Nero e Druso.
Druso voltou a Roma em dezembro e estava presente quando Agripina chegou com as cinzas de Germânico em 20 de março. Ele também estava presente para o julgamento de Cneu Calpúrnio Pisão, que foi postumamente condenado por crime de maiestas ("traição"). Em 16 de dezembro, Tibério discursou uma eulogia a Germânico no Senado e o próprio Druso fez o mesmo na sessão seguinte. Ficou decidido que as duas eulogias seriam inscritas em bronze, a de Tibério para as gerações futuras e a de Druso para demonstrar sua devoção ao seu irmão adotivo numa demonstração pública de pietas ("piedade").
A perda de Germânico e a condenação de Pisão, que era amigo pessoal de Tibério e cuja família era aliada de longa da família de Augusto, desferiram um duro golpe na popularidade de Tibério que, a partir daí, passou a ressentir do seu papel de princeps.

### Segundo consulado
Mantendo o mesmo intervalo de três anos entre o primeiro e o segundo consulado observado por Germânico, Druso foi nomeado cônsul novamente em 21 e serviu juntamente com Tibério. Os difíceis anos anteriores fizeram com que Tibério assumisse uma postura reclusiva e, para ele, o consulado de Druso era uma boa notícia, pois ele, com a saúde já debilitada, pode se retirar para a Campânia deixando os assuntos de estado aos cuidados de seu herdeiro. O imperador ficou aproximadamente vinte meses fora de Roma.
Como cônsul, Druso participou de diversos debates no Senado. Sua primeira chance para brilhar ali apareceu numa disputa entre o ex-pretor Cneu Domício Córbulo e Lúcio Cornélio Sula. Cornélio não cedeu seu assento a Córbulo numa apresentação de gladiadores e o incidente deu início a um debate entre os direitos dos idosos e os defensores da tradição; a posição de Druso foi pela reconciliação. Em outro debate, foi proposto que Cecina Severo que as esposas dos governadores fossem impedidas de se juntar aos seus maridos nas províncias. Cecina discursou pela aprovação da lei e foi seguido por discursos de Valéria Messalino e Druso contrários a ela. A proposta acabou sendo abandonada, mas não pela argumentação apresentada, mas pela intervenção de uma força externa, a auctoritas de Druso, responsável também pela não aprovação da Lex Oppia mais tarde.
Druso então resolveu um incidente envolvendo o abuso da proteção oferecida por ícones do imperador, que estariam sendo utilizados para proteger pessoas culpadas. Caio Céstio Galo apresentou uma reclamação ao Senado e alegou que estava sendo abusado por causa desta salvaguarda por Ânia Rufila. Druso foi rapidamente chamado a opinar, pois os demais senadores acreditavam que somente um membro da família imperial poderia tratar de um assunto tão delicado. A pedido de muitos senadores, Druso ordenou que Rufila fosse presa. Posteriormente, Druso também recebeu os créditos pela condenação de dois equestres, Consídio Équo e Célio Cursor, que haviam atacado o pretor Mágio Ceciliano acusando-o falsamente de maiestas ("traição"). É improvável que ele próprio tenha sido responsável, pois todo veredito era publicado pelo Senado sob a autoridade de Tibério, mas mesmo assim Druso levou a fama, o que aumentou sua popularidade.
Neste ínterim, uma revolta irrompeu na Gália soba a liderança de Júlio Sacrovir e Júlio Floro, gauleses com cidadania romana, mas foi rapidamente sufocada por Caio Sílio (comandante das legiões romanas do baixo Reno) sem a intervenção de Tibério ou de Druso. Depois de elogiar a lealdade das legiões da Gália, Tibério defendeu uma afirmação que ele havia feito em 14 de não seria necessária que ele ou Druso deixassem a capital para responder à cada pequena revolta no Império.

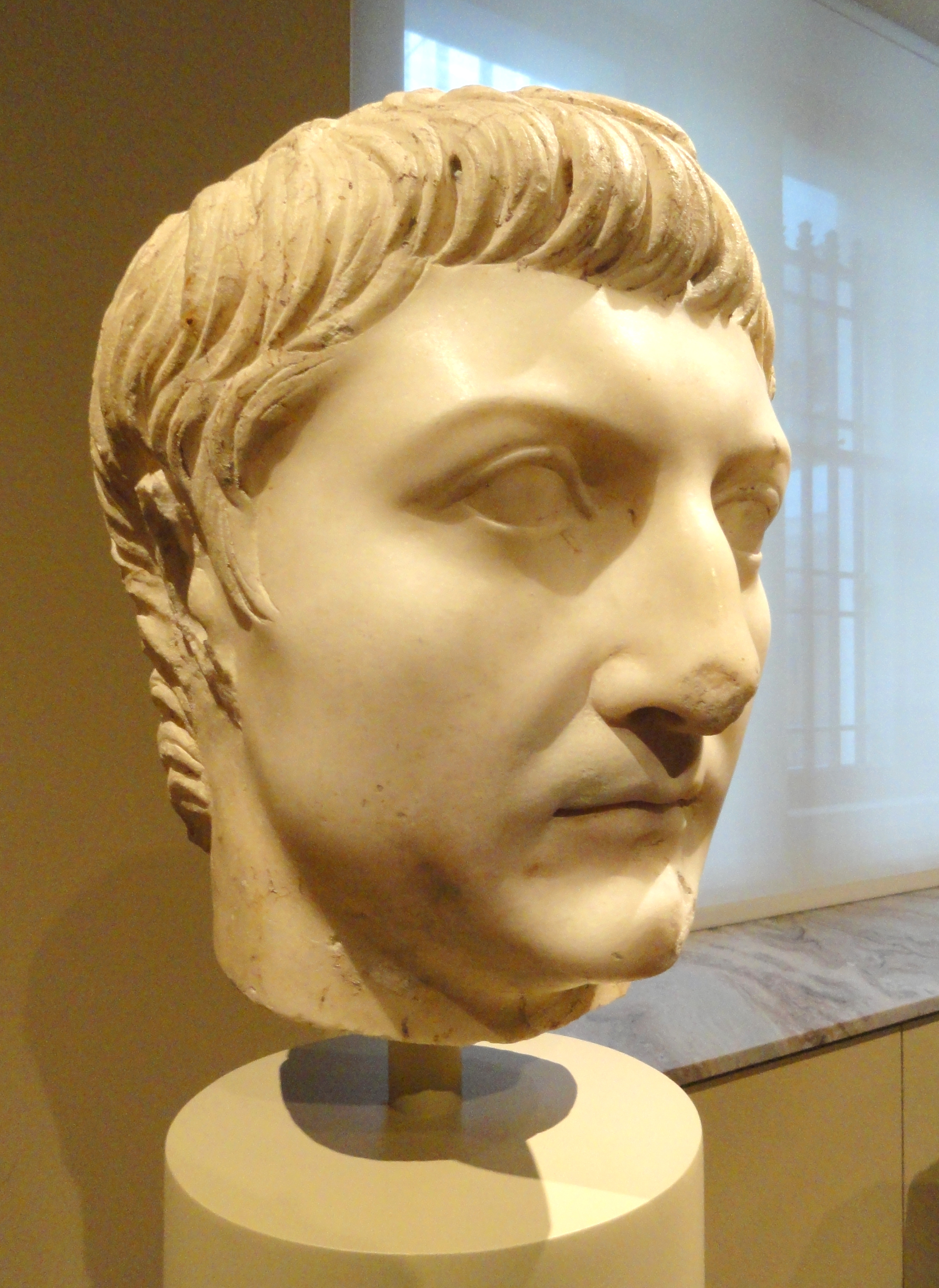
Busto de Druso encontrado no norte da África

Por conta disto, o consulado de Druso foi considerado um sucesso, mas, no final do ano, ele ficou doente, o que levou o equestre Clutório Prisco a escrever uma elegia. Prisco já havia escrito a elegia de Germânico e havia sido bem pago, o que o fez acreditar que seria pago novamente e então ele a leu diante de uma audiência. Um delator levou o assunto ao Senado e Prisco foi condenado à morte. Ele foi preso e executado sem que antes fosse feita uma consulta ao imperador, o que fez com que Tibério aprovasse uma lei obrigando que o Senado esperasse pelo menos dez dias entre uma decisão e sua publicação, o que permitiria que o imperador antes pudesse conhecê-las.
No ano seguinte, Tibério pediu ao Senado que concedesse a Druso o poder tribunício. O Senado decretou além disto estátuas, templos, um arco e outras honrarias de costume em homenagem ao imperador e a seu filho. Assim, na primavera de 22, Druso recebeu o poder tribunício, uma honra que era reservada exclusivamente para o imperador e para seus sucessores. Antes de Druso, apenas duas pessoas haviam recebido a mesma honra, Agripa e o próprio Tibério.

### Queda e morte
Apesar de Druso ser oficialmente o herdeiro de Tibério, na prática, o prefeito pretoriano Sejano era o segundo homem do Império na época. Já em 20, Sejano havia conseguido fortalecer sua relação com a família imperial ao noivar sua filha, Junila, ao filho de Cláudio (irmão de Germânico), Cláudio Druso. Na época, a garota tinha apenas quatro anos de idade, mas o casamento acabou não ocorrendo por que o garoto morreu asfixiado num acidente poucos dias depois. Mesmo assim, a ambição de Sejano era clara.
Em 23, Sejano já exercia uma considerável influência sobre o imperador. Era tal sua relação com ele que Tibério o chamou de "socius laborum" ("parceiro de labuta"). Esta influência e sua posição na Guarda Pretoriana permitiram que Sejano fosse elevado à posição de pretor, um posto tipicamente restrito aos de status equestre ou superior. Seus aliados no Senado receberam também promoções passaram a ser inauguradas em sua homenagem, como a que ficava no Teatro de Pompeu segundo Sêneca.
Nesta época, a inimizade entre Druso e Sejano já havia alcançado um ponto crítico: Druso havia socado o prefeito pretoriano e lamentava publicamente que "um estranho havia sido convidado para ajudar no governo enquanto o filho do imperador ainda estava vivo". Segundo Barbara Levick, não há nada nas fontes que sugira uma relação ruim entre os dois antes deste ponto, especialmente nada que chegue à longínqua data de 14, época da expedição dos dois à Panônia. Ela afirma, porém, que é possível que o conflito entre os atores e a guarda pretoriana em 15 possa ter dado início à disputa. Porém, muito mais preocupante para Druso era, provavelmente, o fato de, em 20, seu pai ter mencionado Sejano no Senado como seu parceiro no poder. Para Druso, o herdeiro de Tibério, esta era uma causa legítima de preocupação. Tibério já passava dos sessenta anos e havia a possibilidade real de Druso sucedê-lo num futuro próximo.
No relato de Tácito, Sejano começou a conspirar contra Druso para assegurar sua própria posição. Depois de seduzir a esposa de Druso, Lívila, ele a convenceu de que os dois se amavam chegando ao ponto de se divorciar de sua própria esposa, Apicata. Os dois envolveram o médico de Lívila, Eudemo, e se encontraram com ele em segredo por um tempo. Pelas mãos de Lívila e com a ajuda de Eudemo, Druso então foi envenenado e morreu de forma similar a causas naturais em 14 de setembro de 23.

## Eventos posteriores
Ao contrário de Germânico, que foi cremado ainda na Síria, Druso recebeu um funeral completo de estado e foi enterrado no Mausoléu de Augusto juntamente com outros membros de sua família. Mas assim como no caso de Germânico, muitos rumores implicavam Sejano num caso de assassinato por envenenamento. Historiadores modernos, como Ronald Syme, acreditam que ele morreu de causas naturais.
A morte de Druso não apenas devastou Tibério, mas também era uma ameaça ao principado. O imperador ainda confiava em Sejano e de nada desconfiava dele. Como o filho de Druso era jovem demais, Tibério adotou os filhos de Germânico, seus netos Nero e Druso, e recomendou-os ao Senado. Nero havia recebido o cargo de questor cinco anos antes da idade legal e estava casado com Júlia Lívia, filha de Druso, combinando as duas famílias. Porém, nenhum dos dois viveria para suceder Tibério.
Em 26, Tibério já havia se retirado completamente da política em Roma e estava recluso em Capri, deixando a administração do Império para Sejano, que começou então a eliminar outros membros da família imperial. Em 28/29, Nero foi acusado de homossexualidade, motivo pelo qual ele foi exilado para a ilha de Ponza. Druso foi preso na masmorra abaixo do palácio imperial no monte Palatino e morreu de fome não muito depois. Em 33, Nero morreu ainda no exílio.
Sejano permaneceu poderoso até sua repentina queda e execução sumária em outubro de 31 por razões obscuras. Em 26 de outubro de 31, apenas oito dias depois da morte de Sejano, Apicata se matou. Segundo Dião Cássio, ela deixou uma mensagem para o imperador: seu filho havia sido assassinado pela esposa dele, Lívila, e pelo amante dela, Sejano. Contudo, é necessário cuidado com esta história. A historiadora Barbara Levick afirma que Sejano pode ter assassinado Druso em defesa própria, pois apenas Tibério estava entre ele e o fim de sua carreira pelas mãos de Druso. Além disto, ela afirma que é ainda menos provável que Lívila tenha sido cúmplice na destruição de sua família, incluindo seus filhos. Ela descarta a acusação de Apicata como sendo a vingança de uma mulher abandonada pelo marido por causa de outra.
A morte dos filhos mais velhos de Germânicos elevou a posição de seu terceiro filho, Caio (Calígula), como sucessor. Ele e Tibério Gêmelo, o filho de Druso, foram convocados a Capri por Tibério e os dois foram nomeados herdeiros. Quando Tibério morreu, em 37, Calígula assumiu o trono e adotou Gêmelo. Porém, ele acabou sendo executado logo depois acusado de conspirar contra o imperador.